# In odium fidei
In odium fidei (hrv. Iz mržnje prema vjeri) je latinski izraz koji se koristi u Katoličkoj Crkvi kao jedan od razloga za moguću beatifikaciju, bilo da se radi o duhovniku ili laiku.

## Poveznice
- Kršćanski mučenici
- Beatifikacija
- In odium fidei – iz mržnje prema vjeri, hrvatski dokumentarni film